# Gilli
Gilli   (illes Fèroe, segle X - segle XI) va ser un cabdill víking i bóndi de les illes Fèroe. Apareix com a personatge històric a la Saga dels feroesos i a la Saga d'Olaf II el Sant. Aquesta darrera obra diu que va ser el primer Løgmaður (màxim representant polític) de la història de l'arxipèlag cap a l'any 1000, quan les illes van passar a la corona de Noruega, llavors sota el regnat d'Olaf II.
El rei Olaf havia disposat a tres terratinents locals com a lleials representants de la corona a les Illes Fèroe: Gilli, Tórolvur Sigmundsson i Leivur Øssursson. Tróndur í Gølu encara era viu i controlava moltes esferes de la vida política feroesa, cosa que demostra el poc control i influència que tenia realment Olaf II sobre l'arxipèlag. Cap al 1025 dues naus noruegues que es van enviar a les Illes Fèroe amb la intenció de cobrar els deguts impostos mai van arribar al seu destí i van desaparèixer sense deixar rastre; una tercera nau va arribar a port, però l'enviat reial per a la defensa de l'illa Karl Hinn Morske va ser assassinat.
No hi ha més registres històrics que ens puguin definir millor quin era el seu paper polític ni tampoc sobre la seva vida personal. Es desconeix el nom dels successors de Gilli en el càrrec de Løgmaður fins a l'aparició de Sjúrður cap al 1300, que va ser un dels autors del text legal anomenat Seyðabrævið el 1298, el més antic conservat a les Fèroe.